# ری لاولاک
ری لاولاک (ایتالیایی: Ray Lovelock؛ زادهٔ ۱۹ ژوئن ۱۹۵۰) بازیگر اهل ایتالیا بود که در سال ۲۰۱۷ درگذشت.

## گزیدهٔ نقش‌آفرینی‌ها
از فیلم‌ها یا برنامه‌های تلویزیونی که وی در آن نقش داشته است می‌توان به آثار زیر اشاره کرد.
- گذرگاه کاساندرا
- ویولن‌زن روی بام
- کالبدگشایی
- تیم اضطراری
- پلی متل
- همسر باکره
- جنایت‌های شخصی
- سفارش‌ها
- سنبله، ثور، جدی
- یورش بزرگ
- برادر کوچک
- ارادهٔ آنا
- مینو
- بیست‌ساله بودن
- ببخشید شما نرمال هستید؟
- افسون
- کاترینا و دخترانش
- هفت ضربدر هفت